# Villamartín de Don Sancho
Villamartín de Don Sancho é um município da Espanha na província de León, comunidade autónoma de Castela e Leão, de área 31,87 km² com população de 180 habitantes (2004) e densidade populacional de 5,65 hab/km².

## Demografia
| Variação demográfica do município entre 1991 e 2004 | Variação demográfica do município entre 1991 e 2004 | Variação demográfica do município entre 1991 e 2004 | Variação demográfica do município entre 1991 e 2004 |
| --------------------------------------------------- | --------------------------------------------------- | --------------------------------------------------- | --------------------------------------------------- |
| 1991                                                | 1996                                                | 2001                                                | 2004                                                |
| 262                                                 | 218                                                 | 197                                                 | 180                                                 |